# Алейський район
Але́йський район (рос. Алейский район) — район у складі Алтайського краю Російської Федерації.
Адміністративний центр — місто Алейськ, яке не входить до складу району і утворює окремий Алейський міський округ.

## Історія
Район утворений 1924 року.

## Населення
Населення — 14062 особи (2019; 16800 в 2010, 20474 у 2002).

## Адміністративний поділ
Район адміністративно поділяється на 19 сільських поселень (сільрад):
| Поселення                         | Площа, км² | Населення, осіб (2002) | Населення, осіб (2010) | Населення, осіб (2019) | Центр          | Населені пункти |
| --------------------------------- | ---------- | ---------------------- | ---------------------- | ---------------------- | -------------- | --------------- |
| Алейська сільська рада            | 183,11     | 1677                   | 1509                   | 1028                   | Алейський      | 5               |
| Безголосовська сільська рада      | 141,33     | 741                    | 629                    | 587                    | Безголосово    | 1               |
| Большепанюшевська сільська рада   | 125,33     | 797                    | 695                    | 536                    | Большепанюшево | 4               |
| Боровська сільська рада           | 450,84     | 1518                   | 1131                   | 940                    | Боровське      | 2               |
| Дружбинська сільська рада         | 229,97     | 1310                   | 1162                   | 1029                   | Дружба         | 2               |
| Дубровська сільська рада          | 277,05     | 1148                   | 952                    | 781                    | Товста Дуброва | 3               |
| Завітоільїчівська сільська рада   | 152,15     | 1647                   | 1523                   | 1576                   | Завіти Ільїча  | 3               |
| Кашинська сільська рада           | 137,78     | 1779                   | 1369                   | 1150                   | Кашино         | 3               |
| Кіровська сільська рада           | 261,07     | 1526                   | 985                    | 657                    | Кіровське      | 5               |
| Малиновська сільська рада         | 139,87     | 612                    | 386                    | 219                    | Малиновка      | 1               |
| Моховська сільська рада           | 156,05     | 1218                   | 983                    | 857                    | Моховське      | 2               |
| Осколковська сільська рада        | 162,59     | 974                    | 806                    | 689                    | Осколково      | 1               |
| Плотавська сільська рада          | 67,68      | 598                    | 509                    | 400                    | Плотава        | 1               |
| Савинська сільська рада           | 165,89     | 572                    | 480                    | 356                    | Савинка        | 1               |
| Совхозна сільська рада            | 124,66     | 1584                   | 1272                   | 1040                   | Совхозний      | 3               |
| Урюпінська сільська рада          | 96,46      | 705                    | 647                    | 656                    | Урюпіно        | 2               |
| Фрунзенська сільська рада         | 88,26      | 720                    | 610                    | 553                    | Вавилон        | 2               |
| Чапаєвська сільська рада          | 104,73     | 684                    | 573                    | 493                    | Красний Яр     | 1               |
| Червонопартизанська сільська рада | 77,02      | 664                    | 579                    | 515                    | Боріха         | 1               |

- 2013 року ліквідовані Александровська сільська рада та Ветьольська сільська рада, території увійшли до складу Совхозної сільради[4]; ліквідована Кабаковська сільська рада, територія увійшла до складу Кашинської сільради[5].

## Найбільші населені пункти
Нижче подано список населених пунктів з чисельністю населенням понад 1000 осіб:
| № | Населений пункт | Населення, осіб (2002) | Населення, осіб (2010) |
| - | --------------- | ---------------------- | ---------------------- |
| 1 | Дружба          | 1258                   | 1159                   |
| 2 | Боровське       | 1325                   | 1050                   |

## Господарство
Сільськогосподарська спеціалізація району — рослинництво з переважним вирощуванням зернових культур, а також молочне та м'ясне тваринництво. Харчова та переробна промисловість в районі представлена пивзаводом та підсобними цехами по переробці сільськогосподарської продукції. Працюють два цехи з виробництва рослинної олії, 5 млинів, 15 пекарень, один крупоцех.
На території району проходять залізниця (Туркестано-Сибірська магістраль) та федеральна автомобільна траса А-322 Барнаул — Рубцовськ — кордон з Республікою Казахстан.